# Захарченко Геннадій Вікторович
Захарченко Геннадій Вікторович (нар. 26 березня 1976, Херсон) — український академічний веслувальник, чемпіон Європи.

## Життєпис
Геннадій Захарченко дебютував на молодіжному чемпіонаті світу 1993 року — у складі четвірки парної був десятим. Наступного року на молодіжному чемпіонаті світу у складі четвірки був сьомим.
Довгий час не потрапляв до складу збірної України. 2001 року Захарченко у складі парної четвірки (Геннадій Захарченко, Костянтин Зайцев, Олег Ликов, Леонід Шапошніков) був переможцем і призером етапів Кубку світу.
2002 року на етапі Кубку світу в змаганнях двійок парних в парі з Костянтином Проненко був десятим, а в парі з Дмитром Прокопенко зайняв дев'яте і п'яте місце на етапах кубку світу і дванадцяте на чемпіонаті світу.
2003 року входив до складу четвірки парної і вісімки зі стерновим.
2006 і 2007 року стартував в двійках парних.
На чемпіонаті світу 2009 року в змаганнях четвірок парних зайняв восьме місце, а на чемпіонаті Європи в складі четвірки (Генадій Захарченко, Володимир Павловський, Костянтин Зайцев, Сергій Гринь) став чемпіоном.
Після завершення спортивної кар'єри брав участь в змаганнях ветеранів. Так, 2015 року став другим в складі четвірки парної і четвірки зі стерновим на чемпіонаті світу серед ветеранів у віковій категорії 40-45 років.